# ФК Девня
Вижте пояснителната страница за други значения на Девня.
ФК „Девня“ е български футболен отбор от град Девня.
Основан е през 1948 г. През годините носи имената: Карл Маркс, Спортист (от 1957 г.), Карл Маркс, Здравко Бомбов, Химик, Девня (от 1969 г.), Химик (от 1981 г.), Девня (от 1986 г.), Полихим (от 1990 г.), Химик (от 1991 г.), Девня (от 1996 г.), Химик (от 2013 г.), Девня (от 2016 г.). 
През 1959/60 достига до шестнайсетинафинал за Купата на Съветската армия, но е отстранен от Ботев (Пловдив) с 0:4 като гост. През 1962 г. за първи път влиза в Северната Б група, но не успява да се задържи и отпада. Записва три участия за купата на страната (1/32-финал през 1978/79 г.) и през 1979 г. се завръща в Северната Б група, но пак отпада. В началото на 80-те години „Девня“ се свлича до А регионална група. 
Традиционен участник е в Североизточната В група и се използва от варненските „грандове“ Спартак и Черно море, като място където те обиграват бъдещите си звезди. 
За купата на страната през 1996/97 г. пак достига до шестнайсетинафинал, където трудно отстъпва на Локомотив (София) с 3:4 след дузпи (1:1 в редовното и продълженията). През 2001 г. се завръща в тогава обединената Б група и през сезон 2001/02 завършва на 13 място, но отпада. 
Играе мачовете си на стадион Девня, с капацитет 6400 зрители. Основните цветове на клуба са синьо и зелено. Участва в първенството на Североизточната В група. 2009 г. футболен клуб Девня е наново регистриран и документално няма нищо общо с досегашния. И започва участие в А окръжна. Имат червен екип.

## Успехи
- Шестнайсетинафиналист за купата на страната през 1959/60 и 1996/97 г. и 2009/10 г.
- Шестнайсетинафиналист за Купата на Съветската армия през 1959/60 и 1980/81 г.
- 13 място в Б група през 2001/02 г.

## Известни футболисти
- Диян Кателиев
- Иван Мартинов
- Ивайло Атанасов
- Красимир Денчев
- Желязко Желязков
- Явор Софрониев
- Мартин Димов
- Виктор Генчев

- Пламен Божков
- Калоян Лазаров
- Недко Сираков
- Ивелин Казанджиев
- Атанас Атанасов
- Тодор Каменов
- Юксел Юмеров
- Благовест Марев
- Стоян Делчев
- Дамян Дамянов
- Кристиян Християнов
- Антон Кръстев
- Мартин Мартинов
- Бойко Косев
- Атанас Грозданов
- Христо Бързински

- Илиян Ташев
- Николай Каров
- Красен Савов
- Димитър Костов
- Петър Пандов
- Георги Караянов
- Цветан Миланов
- Мартин Генев
- Генко Славов
- Иван Караджов
- Николай Кателиев
- Иван Божиловски
- Октай Рафиев
- Георги Дучев
- Николай Вълев
- Цветан Христов
- Живко Жеков
- Любомир Александров
- Калоян Каров
- Роман Керековски
- Симеон Константинов
- Митко Кънчев
- Пенко Русев